# Noliko Maaseik
El Noliko Maaseik, oficialmente Volleybalclub Noliko Maaseik, es un equipo de voleibol belga de la ciudad de Maaseik. Es el equipo más laureado del país.

## Historia
Fundado en 1960 participa en las serie menores hasta el 1975 cuando ascende a la Primera División y diez años más tarde, en la temporada 1985/1986, gana su primer título triunfando en la Copa de Bélgica. A partir de la segunda mitad de los años 90 se convierte en el equipo más poderoso del país ganando 10 campeonatos en 11 temporadas entre 1993 y 2004 y en Europa se califica por tres veces a la Final Four de la Champions League entre 1997 y 2000.
En la temporada 1996/1997 es derrotado en la final de Viena por los italianos del Pallavolo Modena por 0-3, mientras que en 1998/1999 se rinde al Sisley Treviso en la final disputada en Almería y terminada nuevamente 0-3. Participa en la Supercopa europea de 1999 en calidad de subcampeón de Europa y es derrotado por segunda vez en dos meses por el mismo Sisley Treviso en la final.
En la temporada siguiente acaba en tercer lugar: tras ser derrotada en la semifinal por los alemanes del VfB Friedrichshafen por 1-3, vence a los austriacos del Bayernwerk Wien por 3-2.
En la temporada 2007/2008 gana el doblete campeonato-copa de Bélgica y llega hasta la final de Copa CEV donde es derrotada por los italianos del M. Roma Volley por 0-3.

## Palmarés
- Campeonato de Bélgica (16)

1990/1991, 1994/1995, 1995/1996, 1996/1997, 1997/1998, 1998/1999, 2000/2001, 2001/2002, 2002/2003, 2003/2004, 2007/2008, 2008/2009, 2010/2011, 2011/2012, 2017/2018, 2018/2019
- Copa de Bélgica (12)

1985/1986, 1990/1991, 1996/1997, 1997/1998, 1998/1999, 2000/2001, 2001/2002, 2002/2003, 2003/2004, 2006/2007, 2007/2008, 2008/2009, 2009/2010, 2011/2012
- Supercopa de Bélgica (12)

1995, 1996, 1997, 1998, 1999, 2001, 2002, 2003, 2006, 2008, 2009, 2011
- Champions League

2º lugar (2): 1996/1997, 1998/1999
3º lugar (1): 1999/2000
- Copa CEV

2º lugar (1): 2007/2008
- Supercopa europea

2º lugar (1): 1999